# Capitolazione di Wittenberg
La Capitolazione di Wittenberg (in lingua tedesca Wittenberger Kapitulation) fu un trattato, stipulato il 19 maggio 1547, con il quale Giovanni Federico I di Sassonia fu costretto a rinunciare alla dignità di principe elettore. L'Elettorato di Sassonia e gran parte del suo territorio, compreso il Wittenberg, passarono dalla vecchia linea Ernestina della famiglia alla linea cadetta Albertina della casa dei Wettin.

## Storia
Wittenberg era diventato il punto focale della Riforma protestante. Sulla porta della chiesa del castello di Wittenberg nel 1517, Martin Lutero aveva inchiodato il suo 95 tesi, l'atto di apertura della Riforma. Lì, nel 1520, bruciò la bolla papale che lo condannava, e ancora lì, nel 1534, venne stampata la prima Bibbia di Lutero. L'elettore fu il più importante sostenitore e finanziatore delle riforme. Nel 1547 l'imperatore Carlo V, con l'assistenza di Fernando Álvarez de Toledo, conquistò il Wittenberg dopo la battaglia di Mühlberg, dove Giovanni Federico I fu fatto prigioniero.
Successivamente, una corte marziale presieduta da Fernando Álvarez de Toledo lo condannò a morte. Per salvare la sua vita, il principe elettore accettò la capitolazione di Wittenberg, e, dopo essere stato costretto a dimettersi dal governo del suo paese a favore di suo cugino, Maurizio di Sassonia, la sua condanna fu commutata in carcere a vita. Liberato il 1º settembre del 1552, il suo viaggio di ritorno fu una marcia trionfale e presto trasferì la sede del governo a Weimar. Wittenberg declinò dopo il 1547, quando Dresda, residenza dei duchi Albertini, divenne la capitale della Sassonia.